# توماس ر. كاين
توماس ر. كاين (بالإنجليزية: Thomas R. Kane)‏ هو عالم أمريكي، ولد في 23 مارس 1924 في فيينا في النمسا، وتوفي في 16 فبراير 2019.